# گرمجان
گرمجان، روستایی از توابع بخش مرکزی شهرستان رودسر در استان گیلان ایران است. زبان این روستا، گیلکی، است 

## جمعیت
این روستا در دهستان رضامحله قرار دارد و براساس سرشماری مرکز آمار ایران در سال ۱۳۸۵، جمعیت آن ۶۲۰ نفر (۱۸۳خانوار) بوده‌است.